# Ceresa excisa
Ceresa excisa är en insektsart som beskrevs av Walker. Ceresa excisa ingår i släktet Ceresa och familjen hornstritar. Inga underarter finns listade i Catalogue of Life.